# Yu Yu Hakusho: Sunset Fighters
Yu Yu Hakusho: Sunset Fighters, também conhecido no Japão como Yu Yu Hakusho Makyō Tōitsusen (幽☆遊☆白書 魔強統一戦)  é um jogo eletrônico de luta de 1994 desenvolvido pela Treasure e publicado pela Sega para o Mega Drive. É baseado na série de mangás Yu Yu Hakusho por Yoshihiro Togashi. O enredo segue o protagonista Yusuke Urameshi, que é encarregado pelo governante da vida após a morte com a resolução de casos de estilo de detetive envolvendo seres humanos e demônios que ameaçam o mundo dos vivos. A história começa a se concentrar fortemente em batalhas de artes marciais à medida que progride.
O jogo apresenta 11 personagens jogáveis do mangá e tradicional jogo de luta 2D. Opositores competem em rodadas, tentando esgotar a saúde um do outro, utilizando ataques de curto e longo alcance e combos especiais. Ele também integra outras mecânicas, como permitir que até quatro jogadores concorram simultaneamente e que os lutadores alternem entre os planos horizontais no primeiro plano e no fundo. Várias opções de multijogador estão disponíveis, incluindo battle royales, partidas de tag team e modos de torneio.
Makyō Tōitsusen foi produzido no auge de um boom global de jogos de luta para consoles domésticos no início dos anos 90, trazido por sucessos como Street Fighter II. Depois que a empresa fez sua estreia no sistema com Gunstar Heroes, a Treasure começou a desenvolver o Makyō Tōitsusen como um dos quatro jogos do Mega Drive a serem publicados pela Sega. Ao contrário do resto desses títulos, Makyō Tōitsusen nunca foi localizado na América do Norte ou na Europa. O único outro lançamento oficial do jogo foi no Brasil pela Tectoy em 1999, onde foi intitulado Yu Yu Hakusho: Sunset Fighters. Apesar de sua disponibilidade limitada, o jogo foi avaliado por várias publicações em inglês e recebeu uma resposta positiva dos críticos. A jogabilidade e as opções de quatro jogadores foram elogiadas por muitos críticos, muitos dos quais a consideraram entre os melhores jogos de luta da geração 16 bits, embora seus gráficos e sons tenham recebido críticas.

## Jogabilidade
Yu Yu Hakusho O Makyō Tōitsusen é um jogo de luta baseado na série de mangá sobrenatural Yu Yu Hakusho, escrito e ilustrado por Yoshihiro Togashi. O mangá segue protagonista Yusuke Urameshi, um delinquente juvenil que sacrifica sua vida para salvar uma criança e é ressuscitado pelo governante da vida após a morte, a fim de resolver casos de estilo de detetive envolvendo seres humanos e demônios que ameaçam o mundo dos vivos. O enredo coloca uma forte ênfase em batalhas de artes marciais à medida que avança. Makyō Tōitsusen permite ao jogador escolher um dos 11 personagens principais do mangá. Não tem modo de história, não se adapta ou se liga ao enredo de seu material de origem e apresenta poucas aparências do elenco de apoio. O jogo adota um modelo de jogo de luta versus popularizado pela série Street Fighter, em que o objetivo de cada partida é que o jogador ou jogadores eliminem os oponentes, esgotando seus indicadores de vida usando vários ataques de curto e longo alcance. Os lutadores movem-se horizontalmente nos campos de batalha 2D e podem pular do chão em direção ou sobre os adversários. Partidas um-contra-um são possíveis, mas Makyō Tōitsusen permite que até quatro personagens batalhem simultaneamente em uma única partida. Essa ação adicional é complementada pela inclusão de uma segunda camada em cada fase. Semelhante à série Fatal Fury, os jogadores podem pular em um plano horizontal separado no fundo. As partidas não têm limite de tempo.
Como vários oponentes podem se enfrentar de frente ou atrás do jogador, usar o controle direcional para esquerda ou direita do controle fará com que o personagem enfrente a direção oposta, em vez de simplesmente recuar ou bloquear ataques inimigos. Makyō Tōitsusen é compatível com os controles de três botões e seis botões do Mega Drive. Os botões "A", "B" e "C" frontais do controle de três botões podem ser mapeados para ataque leve, ataque pesado e defesa, enquanto ações de movimento como correr para frente, correr para trás e alternar plano são executadas usando combinações básicas dos botões direcionais e os frontais. Os botões adicionais "X", "Y" e "Z" no controle de seis botões permitem o mapeamento desses seis, ações para um botão frontal cada. Todos os personagens podem usar combos e ataques especiais únicos que podem ser realizados no solo ou no ar, alguns dos quais podem ser carregados por grandes quantidades de dano. Como o controle de três botões é o padrão, pressionar botão Voltar altera a direção do personagem, os combos são bastante simples de executar. Algumas habilidades requerem "energia espiritual" que é representada por um segundo medidor sob a saúde de um lutador e pode ser recarregado mantendo pressionado um botão de ataque. Um ataque carregado pode ser temporariamente cancelado e armazenado voltando para trás com os botões direcionais e, em seguida, instantaneamente liberado com essa força na próxima vez que o jogador o usar. O jogo oferece vários modos que consistem em uma campanha de um jogador para lutar partidas individuais consecutivas, um modo de treino; e opções de multijogo dividido em quatro participantes em battle royale e partidas de tag team com times de dois contra dois. Um "modo de torneio" também pode ser escolhido onde jogadores individuais, equipes de jogadores e o computador podem lutar até uma partida final de campeonato. Até quatro jogadores humanos podem participar desses modos multijogador usando o dispositivo multitap Team Player da Sega.

## Desenvolvimento e lançamento
Yu Yu Hakusho O Makyō Tōitsusen foi desenvolvido pela Treasure e foi produzido em associação com o autor de Yu Yu Hakusho, Yoshihiro Togashi, a editora do mangá, Shueisha, o Studio Pierrot da adaptação do anime e sua emissora de Fuji TV. O mercado de consoles domésticos do início dos anos 90 estava no meio de uma mania de jogos de luta graças a sucessos como o Street Fighter II. A popularidade simultânea de Yu Yu Hakusho no Japão fez com que os jogos desse gênero aparecessem em várias plataformas de jogos domésticos e portáteis. Após a estreia do Treasure no Mega Drive com o Gunstar Heroes, Makyō Tōitsusen foi um dos quatro jogos em desenvolvimento simultâneo da empresa para o sistema com a Sega como editora. Makyō Tōitsusen é o primeiro jogo de luta da Treasure e seu segundo jogo baseado em uma propriedade licenciada, depois do McDonald's Treasure Land Adventure.
O projeto foi supervisionado pelo fundador e presidente da Treasure, Masato Maegawa. A Sega designou Yoichi Shimosato para apoiar a produção do jogo depois que ele se juntou à Terceira Divisão de Pesquisa do Consumidor da empresa em 1993. Apesar da aparentemente próxima relação do desenvolvedor com a Sega, Maegawa afirmou que a comunicação da editora era ruim e que não oferecia ajuda para a Treasure durante a criação do jogo. A equipe da Treasure era composta principalmente pelos programadores Masaki Ukyo e Mitsuru Yaida; os artistas gráficos Makoto Ogino e Hiroshi Iuchi; o diretor e designer gráfico Tetsuhiko Kikuchi; e o líder efeitos sonoros e compositor musical Satoshi Murata. Juntamente com Katsuhiko Suzuki, Aki Hata e Norio Hanzawa, Murata compôs músicas originais para o jogo, além de fornecer versões instrumentais das músicas Hohoemi no Bakudan e Unbalance na Kiss o Shite do anime Yu Yu Hakusho. O tema principal do jogo, "Tokenai Hono" (溶けない炎, Insoluble Flame), foi escrito e arranjado por Hata, que também realizou uma versão cantada da música para seu CD oficial da trilha sonora e, posteriormente, um de seus próprios álbuns. O jogo também apresenta uma extensa gama de amostras de voz de personagens digitalizadas retratando o elenco de voz do anime.
Makyō Tōitsusen foi lançado no Japão em 30 de setembro de 1994. O Mega Drive foi menos bem sucedido comercialmente no Japão do que no exterior e, como a Treasure manteve os lucros enviando pequenos números de seus produtos, poucas unidades do jogo foram vendidas para o varejo. Maegawa insistiu que a Treasure sempre desenvolvesse os jogos com os mercados estrangeiros em mente. Apesar destes fatores, Makyō Tōitsusen nunca foi oficialmente localizado na América do Norte ou na Europa, talvez devido à franquia de Yu Yu Hakusho ser relativamente desconhecida nessas regiões durante a vida útil do Mega Drive. Ele continua sendo o único jogo Mega Drive da Treasure a não ver um lançamento nesses territórios. Notavelmente, o jogo foi licenciado pela Tectoy, traduzido para o português e lançado no Brasil em 1999 como Yu Yu Hakusho: Sunset Fighters. Uma dublagem português do anime já havia começado a ser exibida no páis, enquanto o Mega Drive manteve uma forte presença no Brasil ao longo da década, em grande parte devido a uma parceria de distribuição entre a Tectoy e a Sega. Além do texto, as duas versões de Makyō Tōitsusen são quase idênticas. A tradução para o português é bastante fiel ao texto original em japonês, embora alguns nomes de caracteres tenham sido alterados. Como na edição japonesa, muito poucas cópias foram enviadas. Makyō Tōitsusen não teve um relançamento digital, provavelmente resultado de problemas de licenciamento.

## Recepção e legado
Após seu lançamento, Yu Yu Hakusho Makyō Tōitsusen recebeu pontuações medianas de análises nos painéis das principais revistas japonesas como Famitsu e Beep! MegaDrive. Embora nunca tenha tido uma localização oficial em nenhuma outra região que não a América do Sul, ela foi importada por publicações impressas e on-line na América do Norte e na Europa e recebeu mais aclamações por lá. Nick Des Barres da GameFan, Tom Stratton da Gamer's Republic, e os editores da Retro Gamer elogiaram o jogo. Des Barres chamou de "o melhor jogo de luta de 16 bits de todos os tempos" em uma crítica de 1994 e concluiu que "Yu Yu Hakusho é um jogo que realmente deve ser visto para ser acreditado". Stratton também o descreveu em 1999 como "facilmente um dos melhores lutadores de 16-bit que já existiu". A Retro Gamer tem repetidamente elogiado o jogo, descrevendo-o como possivelmente o melhor jogo de Yu Yu Hakusho e entre os melhores jogos de Mega Drive e jogos de luta da era de 16 bits. Kurt Kulata, do Hardcore Gaming 101, disse: "Ele consegue ser um dos melhores jogos de animes já produzidos e está pé a pé com os mais lendários jogos de luta de torneios".
As opções de jogo e multiplayer foram pontos altos para muitos analistas. A Retro Gamer resumiu Makyō Tōitsusen como "muito agradável  no modo um jogador como um brigão de estilo anime exagerado e bizarro, é imparável no modo para quatro jogadores e uma das melhores experiências multiplayer disponíveis no sistema." Stratton, Kulata e Electronic Gaming Monthly (EGM) todos acharam a jogabilidade bem equilibrada. Stratton usou as fases de dupla camada do jogo como um exemplo de como esse equilíbrio foi alcançado, explicando que os jogadores poderiam taticamente afastar inimigos trocando de plano ou carregando um ataque para encontrar um oponente pulando em seu plano. Kulata também creditou a mecânica de mudança de plano por permitir uma ênfase igual na defesa e ataque do jogador e notou que os ataques de projétil são feitos menos poderosos que socos e chutes padrão, ao contrário de seus contemporâneos de gênero de luta. Os escritores da Mean Machines, Gus Swan e Steve Merrett, e o colaborador da Anime News Network, Todd Ciolek, ficaram satisfeitos com a variedade de modos de jogo extras. No entanto, Swan e Merrett eram mais críticos em relação à jogabilidade em geral, apontando para um ritmo "lento" e uma IA de computador simplória. A dupla afirmou que o jogo empalideceu em comparação ao Street Fighter II e ao Mortal Kombat II, ambos mais acessíveis aos ocidentais em 1994. A EGM admitiu ter dificuldade em acompanhar a ação com vários personagens em uma única batalha.
A recepção para os gráficos e sons de Makyō Tōitsusen foi misturada. Des Barres, Stratton, Kulata e Retro Gamer todos tiveram comentários positivos em relação aos seus visuais e áudio. A Retro Gamer achou que o jogo se orgulhava de "animações lisas e sprites de personagens detalhados", enquanto Des Barres e Stratton achavam que os personagens imitavam seus correspondentes no anime. Kulata ficou especialmente impressionado com os planos de fundo, que utilizam vários efeitos como paralaxe, transparências e deformações. Des Barres e a Retro Gamer gostaram da música, o primeiro proclamando que era "a melhor música do Mega Drive" que ele já ouvira. Kulata fez observações semelhantes e construtivas sobre suas amostras de voz e efeitos sonoros, mas considerou a trilha sonora como "esquecível" em contraste com outros jogos para o Mega Drive da Treasure. Ciolek opinou que a Treasure se concentrou muito em refinar a jogabilidade e não conseguiu desenvolver completamente sua apresentação. Ele criticou por ter sprites pequenos dos personagens, uma trilha sonora "branda", vozes "irregulares" e planos de fundo dinâmicos que "tentam compensar o cenário frequentemente chato com mudanças na iluminação". Swan e Merrett elogiaram a animação de sprites e a qualidade da amostra de voz, mas ecoaram reclamações de que os cenários careciam de detalhes e cores e que a trilha sonora "não estava de acordo com o padrão de outras músicas em jogos da Treasure". A Retro Gamer concordou que os fundos eram "monótonos" e "inacabados" quando comparados com o resto da estética do jogo. A EGM destacou a noção de que os sprites eram muito pequenos, enquanto experimentavam "break-up" quando muitos presentes estavam na tela ao mesmo tempo.
O próximo jogo de luta da Treasure, Guardian Heroes, foi lançado para a Sega Saturn em 1996. Este jogo apresenta sprites 2D e mecânica de jogo semelhante a Makyō Tōitsusen como combos simplificados e vários planos horizontais em batalha. Para Guardian Heroes, o presidente do Treasure, Masato Maegawa, disse à GamesTM que o desenvolvedor queria "evoluir" o que eles criaram em Makyō Tōitsusen em um jogo original com "mais loucura e excesso". A Treasure também levou este design a dois jogos de luta no Nintendo DS baseados na série de mangá Bleach. Isso inclui suportar até quatro jogadores simultaneamente e ter dois planos horizontais entre os quais os jogadores podem alternar durante as lutas.